# Rowanwagen

Triebwagen 3 der Kurfürstendamm-Gesellschaft, um 1886

Ein Rowanwagen ist ein nach dem System Rowan konstruierter Dampftriebwagen. Die Antriebsanlage einschließlich des in der Regel stehenden Kessels ist dabei in ein Maschinendrehgestell eingebaut. Damit entfallen bewegliche Dampfleitungen. Der Wagenkasten ist darauf gefedert aufgesattelt und damit frei von den Kräften und bewegten Massen des Triebwerkes. Er stützt sich am anderen Ende auf einen Laufradsatz oder ein Laufdrehgestell ab. Das Triebwerk kann für die Unterhaltung im Ganzen vom Wagenkasten getrennt werden. Die Konstruktion geht auf den Engländer William Robert Rowan zurück, der sie als Direktor der dänischen Waggonfabrik Scandia A/S in Randers entwickelte und damit vor allem bei Dampftrambahnen bemerkenswerte Erfolge erzielte, aber auch auf ländlichen Nebenstrecken wie den mit Dampftriebwagen bedienten Eisenbahnstrecken in Schonen.
In Charlottenburg und anderen Vororten Berlins wurden seit dem Ende des 19. Jahrhunderts Rowanwagen eingesetzt, von 1886 bis 1899 zwischen dem Zoologischem Garten, Halensee, Nollendorfplatz und Grunewald sowie von 1888 bis 1907 zwischen Groß-Lichterfelde und der Machnower Schleuse in Kleinmachnow.
Die ersten Dampfstraßenbahnzüge in Groß-Berlin mit Rowanwagen fuhren am 5. Mai 1886 vom Zoologischen Garten nach Halensee über den Kurfürstendamm, der damals noch ein sandiger Feldweg war. Ein anderes Unternehmen betrieb seit 1888 eine Dampfstraßenbahn von der Zwölf-Apostel-Kirche über Wilmersdorf nach Schmargendorf. Beide Unternehmen gingen schon 1888 in Berliner Dampfstraßenbahn-Konsortium des Bahnunternehmers Herrmann Bachstein auf, das bis 1892 sein Netz ausbaute; zwei Linien wurden mit Rowanwagen betrieben, eine weitere mit Dampflokomotiven. Auf der Linie durch die Kaiserallee herrschte Mischbetrieb mit Pferde- und Dampfzügen. Im Jahre 1898 besaß das Unternehmen 28 Rowanwagen, neun Dampflokomotiven, 50 Anhänger und 20 Pferdebahnwagen. Nach Übernahme durch die Westliche Berliner Vorortbahn im Jahre 1898 wurde der Betrieb elektrifiziert.
Von 1888 bis 1906 betrieb Herrmann Bachsteins Centralverwaltung für Secundairbahnen Herrmann Bachstein die Dampfstraßenbahn Groß-Lichterfelde – Teltow – Stahnsdorf, die 1907 von den Teltower Kreisbahnen übernommen und 1907 elektrifiziert wurde. Dafür standen zwei Rowanwagen und mehrere Lokomotiven zur Verfügung. Die Rowanwagen wurden 1907 an die Uetersener Eisenbahn verkauft.